# Borys Lankosz
Borys Lankosz, est un réalisateur polonais, né le 31 mars 1973 à Cracovie.
Son film Tribulations d'une amoureuse sous Staline est proposé à l'Oscar du meilleur film en langue étrangère pour la 82e cérémonie des Oscars, en 2009.

## Filmographie
Réalisateur
- 2012 : Paradoks (Série TV - 4 épisodes: Paradoks, Animalia, Oaza spokoju, Profil)
- 2009 : Tribulations d'une amoureuse sous Staline (Rewers)
- 2009 : Radegast  - Court métrage documentaire
- 2008 : Alien VI (Obcy VI) - Court métrage
- 2006 : Kurc - Court métrage documentaire
- 2003 : Polacy Polacy - Court métrage documentaire
- 2002 : Rozwój - Court métrage documentaire
- 2015 : Ziarno prawdy (Un fond de vérité), adaptation du roman éponyme de Zygmunt Miłoszewski, qui a écrit le scénario

## Récompenses et distinctions
- Festival du film polonais de Gdynia
  - Lions d'or du meilleur film en 2009 pour le meilleur film et la meilleure production: Rewers
- Festival du film polonais de Gdynia
  - Aigle du meilleur film: Rewers
- Festival international du film de Varsovie
  - Prix FIPRESCI
- Festival international du film de Moscou
- Paszport Polityki
  - Prix dans la catégorie cinéma avec Xawery Żuławski en 2009 pour Wojna polsko-ruska